# Ha-Szomer
Ha-Szomer (hebr. השומר; „Strażnik”) – żydowska organizacja samoobrony, powstała w 1909 roku we wsi Sedżera (obecnie Ilanijja, Dolna Galilea) w Palestynie.
W jej skład najczęściej wchodzili żydowscy emigranci z ziem należących ówcześnie do Rosji. Założycielami byli: Jicchak Ben Cewi, Israel Giladi, Israel Shochat i Alexander Zaïd. 
W 1920 roku została wcielona do Hagany.
Nazwę Ha-Szomer nosiła także grupa skautów żydowskich, która w 1916 roku utworzyła Ha-Szomer Ha-Cair (hebr. השומר הצעיר, „Młody Strażnik”).